# فایت دومرگی
فایت دومرگی (انگلیسی: Faith Domergue; ۱۶ ژوئن ۱۹۲۴ – ۴ آوریل ۱۹۹۹) یک هنرپیشه اهل ایالات متحده آمریکا بود. وی بین سال‌های ۱۹۴۱ تا ۱۹۷۴ میلادی فعالیت می‌کرد.

## گزیده فیلمشناسی
از فیلم‌ها یا برنامه‌های تلویزیونی که وی در آن نقش داشته‌است می‌توان به آثار زیر اشاره کرد.
- بیوه جوان (۱۹۴۶)
- کالیفرنیا (فیلم ۱۹۶۳) (۱۹۶۳)
- بونانزا (۱۹۶۱–۱۹۶۴)
- دارای اسلحه - آماده سفر (۱۹۶۲–۱۹۶۳)
- مردی با نگاه بسیار سرد (۱۹۷۱)